# Віртуальна частинка
Віртуальна частинка — уявний об'єкт квантової теорії поля, що характеризується квантовими числами, притаманними одній з реальних елементарних частинок, але для якого порушений властивий елементарній частинці зв'язок між енергією й імпульсом. Такі частинки використовуються для обчислення ймовірності процесів розсіювання і реакцій між елементарними частинками. Народившись, вони не можуть «полетіти на нескінченність», і мусять або бути поглинутими будь-якою частинкою, або розпастися на реальні частинки. Відомі у фізиці фундаментальні взаємодії протікають у формі обміну віртуальними частинками.
Віртуальні частинки неможливо зареєструвати, оскільки зареєстрована частинка не є віртуальною.

## Взаємодія як обмін віртуальними частинками

Діаграма Фейнмана, яка ілюструє обмін віртуальним фотоном при взаємодії двох електронів

Ідея віртуальних частинок полягає в тому, щоб описати взаємодію між реальними елементарними частинками як процес обміну квантами полів. Наприклад, електромагнітну взаємодію між двома електронами можна уявити собі таким чином: один із електронів випромінює віртуальний фотон, який поглинається іншим електроном. Для розрахунку перетину розсіювання одного електрона на іншому необхідно врахувати обмін усіма можливими віртуальними фотонами (фотонами з різною енергією, поляризацією тощо), потім обмін усіма можливими парами віртуальних фотонів, потім трійками і так далі, до безмежності. Завдяки слабкості електромагнітної взаємодії, яка пропорційна сталій тонкої структури, задовільні результати отримуються вже при врахуванні обміну одиничними фотонами. Для сильної взаємодії цього зазвичай недостатньо.